# Тривенто
Тривенто, Трівенто (італ. Trivento) — муніципалітет в Італії, у регіоні Молізе,  провінція Кампобассо.
Тривенто розташоване на відстані близько 175 км на схід від Рима, 25 км на північний захід від Кампобассо.
Населення — 4756 осіб (2014).
Щорічний фестиваль відбувається 28 липня. Покровитель — Nazario, Celso e Vittore.

## Демографія
Населення за роками:

Станом на 1 січня 2023 року в муніципалітеті офіційно проживало 97 іноземців з 20 країн, серед них 27 громадян країн Євросоюзу та 3 громадяни України.

## Сусідні муніципалітети
- Кастельгуїдоне
- Кастельмауро
- Чівітакампомарано
- Лучито
- Роккавівара
- Сальчито
- Сан-Б'язе
- Сант'Анджело-Лімозано
- Ск'яві-ді-Абруццо